# Pottawattamie County
Pottawattamie County är ett administrativt område i delstaten Iowa, USA, med 93 158 invånare. Den administrativa huvudorten (county seat) är Council Bluffs. 

## Geografi
Enligt United States Census Bureau så har countyt en total area på 2 486 km². 2 472 km² av den arean är land och 15 km² är vatten.  

### Angränsande countyn
- Harrison County - norr
- Shelby County - nordost
- Cass County - öst
- Montgomery County - sydost
- Mills County - söder
- Sarpy County, Nebraska - sydväst
- Douglas County, Nebraska - väst
- Washington County, Nebraska - nordväst